# 駐越南台北經濟文化辦事處
駐越南台北經濟文化辦事處，亦稱駐越南代表處，是中華民國政府於越南首都河內開設的代表機構。領事轄區為越南北部和老挝。

## 歷史
1992年6月30日，簽署相互設處協定。
1992年11月15日，在首都河內設立具大使館功能的駐越南台北經濟文化辦事處，另於第一大城設立駐胡志明市台北經濟文化辦事處。